# Agente reductor
Un agente reductor es aquel que cede electrones a un agente oxidante que los adquiere en una reacción de reducción-oxidación, en la que se da una transferencia de átomos y electrones. Así mismo, la mayoría de los elementos aniones y no iónico se obtienen de sus minerales por procesos de oxidación o de reducción. Una reacción de reducción-oxidación consiste en dos reacciones: una reacción implica la pérdida de electrones y átomos de un compuesto, en este caso el compuesto entra en una etapa de oxidación; mientras que en la otra reacción el compuesto se disminuye, es decir, gana los electrones. Uno actúa como oxidación y el otro como reductor. Como ejemplos tenemos:
- Carbón
- Monóxido de carbono
- Muchos compuestos ricos en carbón e hidrógeno
- Elementos no metálicos fácilmente oxidables tales como el azufre y el fósforo
- Sustancias que contienen celulosa, tales como maderas, textiles, etc.
- Muchos metales como aluminio, magnesio, titanio, circonio
- Los metales alcalinos como el sodio, potasio, etc.
- Los hidruros
- Los azúcares reductores

## Monóxido de carbono
El monóxido de carbono es utilizado en metalurgia como agente reductor, reduciendo los óxidos de los metales. La reducción del mineral se efectúa en el alto horno a unos 900 °C aproximadamente.

## Aluminio
Puesto que el aluminio tiene gran afinidad química con el oxígeno se emplea en la metalurgia como reductor, así como para obtener los metales difícilmente reducibles (calcio, litio, y otros) valiéndose del así llamado procedimiento aluminotérmico.